# Clotho Tessera
La Clotho Tessera è una formazione geologica della superficie di Venere.
Prende il nome da Cloto, la parca che filava lo stame della vita.